# Siedlung Pilotengasse

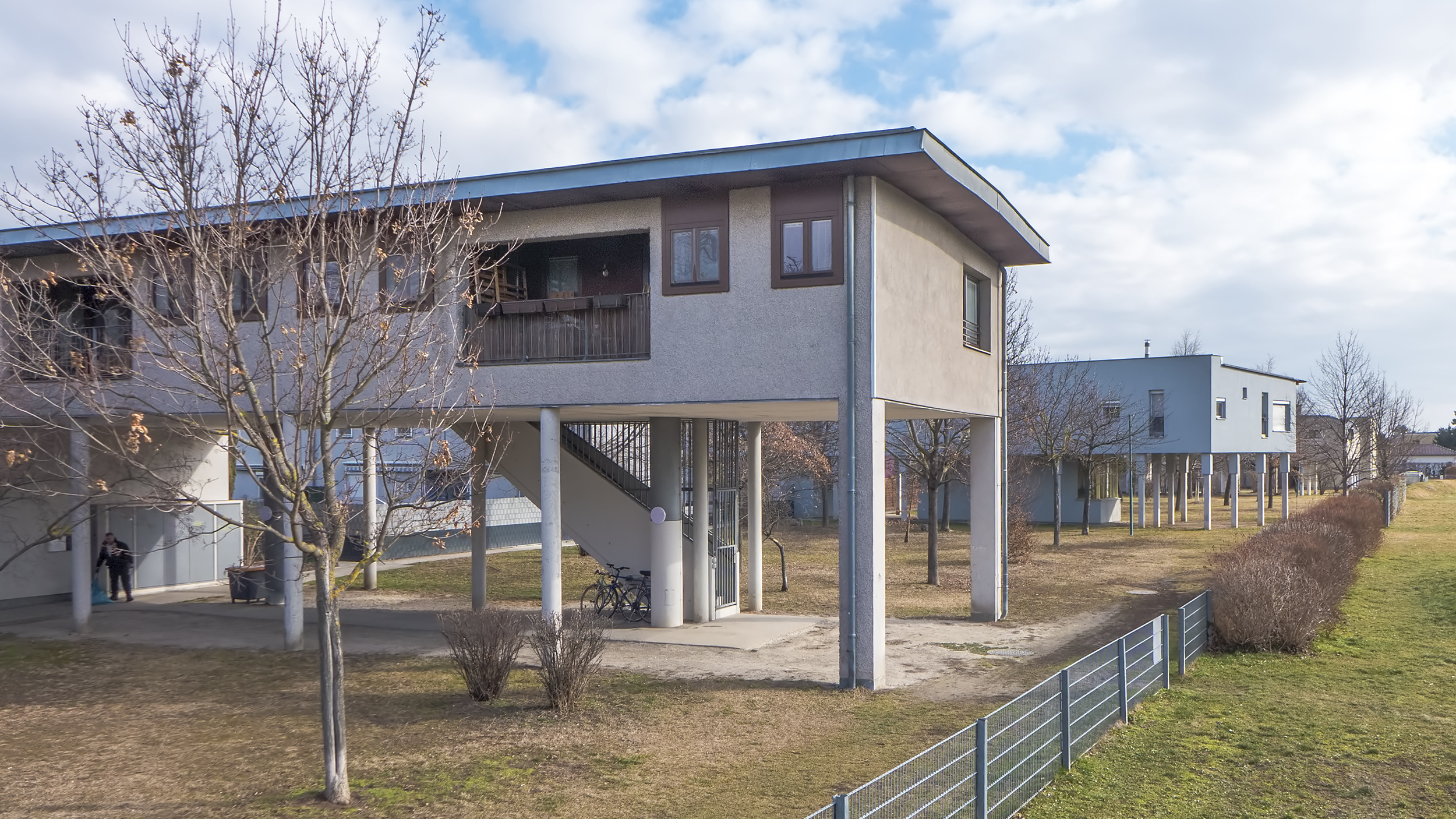
Südrand der Siedlung Pilotengasse mit auf Pilotis gestützten Wohnungen

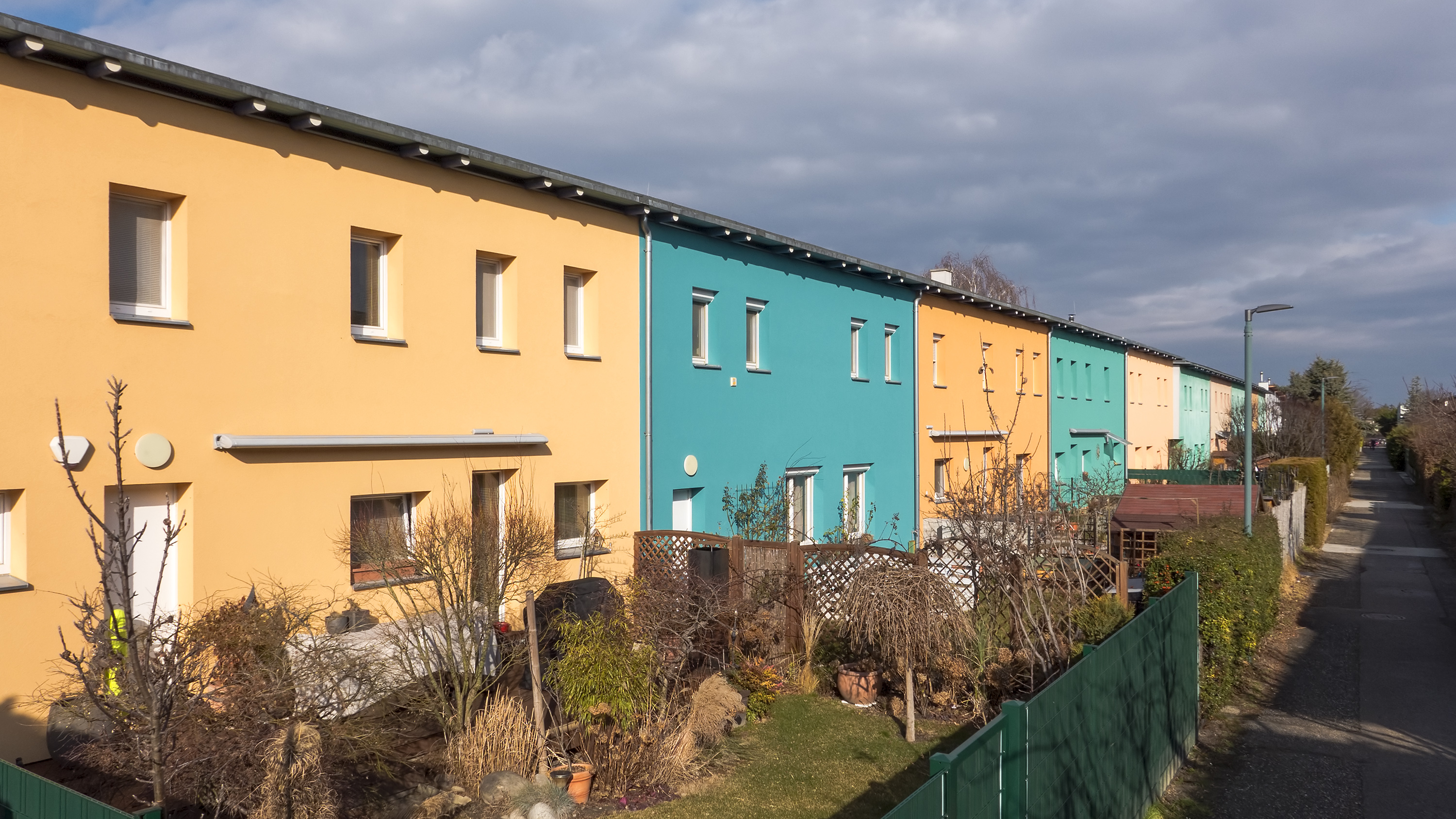
Bunte Reihenhauszeile in der Siedlung

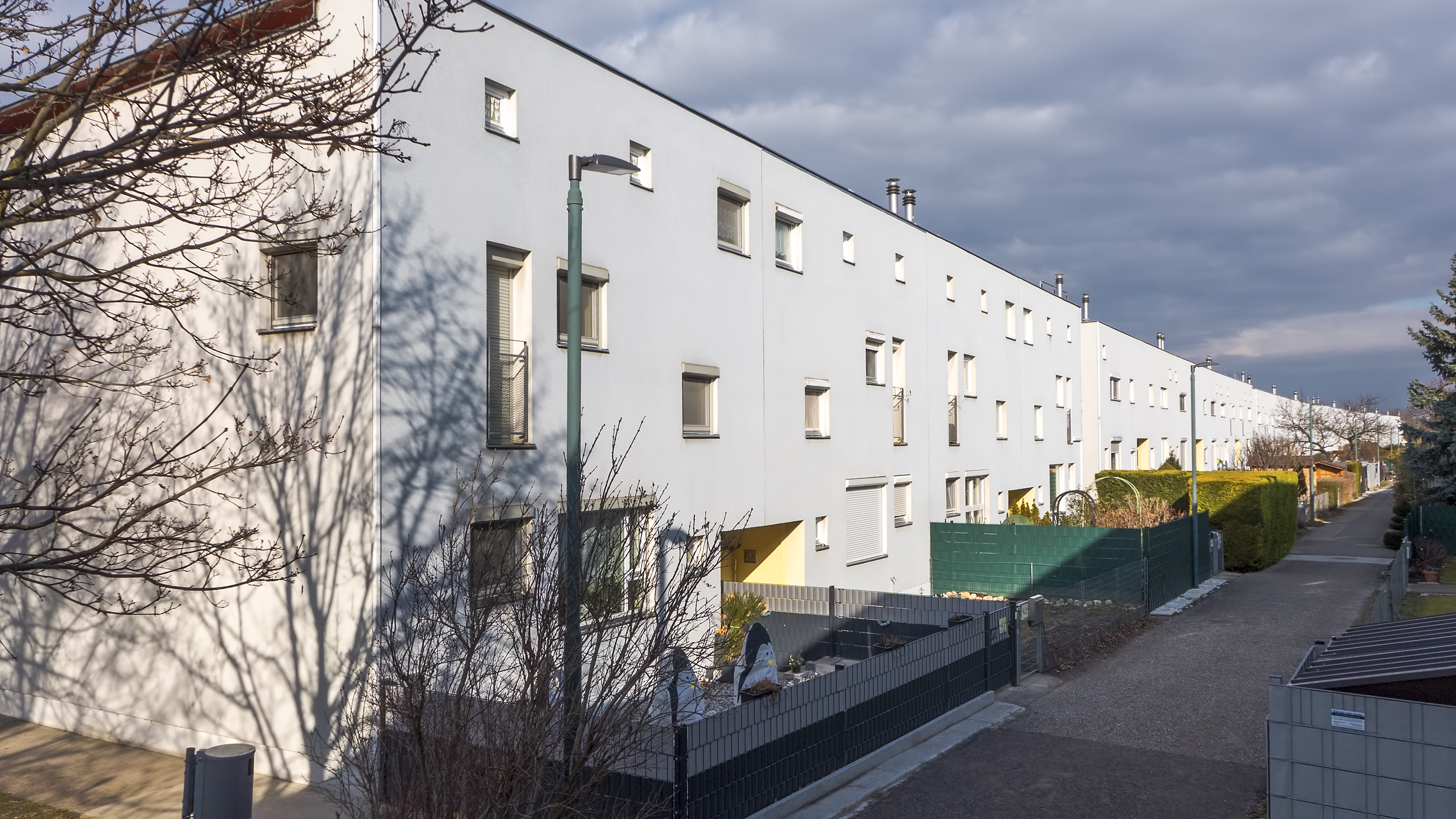
Gekrümmte Reihenhauszeile in der Siedlung

Die Siedlung Pilotengasse ist eine zum größten Teil aus Reihenhäusern bestehende Siedlung im Stadtteil Aspern im 22. Wiener Gemeindebezirk Donaustadt. Sie wurde von den Architekturbüros Herzog & de Meuron, Steidle + Jungbauer und Adolf Krischanitz 1987/88 geplant und in den Jahren 1989 bis 1992 realisiert.

## Lage und Geschichte
Die Siedlung Pilotengasse befindet sich auf einem Areal, das etwa 600 Meter nördlich des historischen Ortskerns von Aspern gelegen ist und von der namensgebenden Pilotengasse sowie der Hausfeldstraße, Reglergasse und Josef-Frank-Gasse begrenzt wird. Ab 1885 bis zumindest 1912 befand sich hier ein Ziegelwerk von Karl Reiter. Spätestens ab 1938 war das Gelände unbebautes Grün-, Acker- oder Brachland. Von 1989 bis 1992 wurde hier auf der „grünen Wiese“ die Siedlung Pilotengasse errichtet. Im Zuge der Bauarbeiten wurden die Josef-Frank-Gasse und die 2011 nach Osten hin verlängerte Reglergasse angelegt und benannt.
Am nördlichen Ende der Siedlung befindet sich ein großer Privatparkplatz für die Bewohner. Eine frei zugängliche Grünfläche befindet sich mit der städtischen, etwa 6000 m² großen Parkanlage Pilotengasse zwischen dem südlichen Rand der Siedlung und der Pilotengasse. Der größte Teil des Parks wird von einem eingezäunten Spielplatz mit Bolzplatz und Volleyballfeld eingenommen. 2005 wurde am östlichen Ende des Spielplatzes der Themen-Kinderspielplatz Pilotenspielplatz eröffnet, auf dem die Spielgeräte großteils einen Bezug zum Thema Luftfahrt haben.

## Baubeschreibung
Die 201 Wohneinheiten umfassende Siedlung besteht aus acht unterbrochenen Häuserzeilen, die etwa in Süd-Nord-Richtung verlaufen. Die westliche Reihenhauszeile liegt an der vergleichsweise verkehrsreichen Hausfeldstraße und übernimmt damit auch den Lärmschutz, weshalb die der Straße zugewandten Wände nur über wenige und sehr kleine Fensteröffnungen verfügen. Die sechs mittleren Reihenhauszeilen sind um ein damit angedeutetes Zentrum der Siedlung leicht gekrümmt und erinnern an den Wiener Siedlungsbau in der Zwischenkriegszeit. Am südlichen Ende von drei dieser Zeilen befinden sich jeweils zwei teilweise oder zur Gänze auf Pilotis gestützte Wohnungen. Die östliche, an der Josef-Frank-Gasse gelegene Hauszeile besteht aus Einzelhäusern und Doppelhäusern. Alle Reihen-, Einzel- und Doppelhäuser verfügen über eigene Gärten, die Reihenhäuser darüber hinaus auch über kleine Vorgärten.

## Projektbeteiligte
Für das Architekturbüro Herzog & de Meuron leitete der österreichische Architekt Gerold Wiederin das Projekt, die farbliche Gestaltung übernahm der Schweizer Maler Helmut Federle. Das Büro Steidle + Jungbauer mit Hans Kohl war mit seinen Architekten Otto Steidle und Bernd Jungbauer und dem 1940 in Salzburg geborenen Maler Oskar Putz vertreten. Adolf Krischanitz arbeitete mit seinen Mitarbeitern Gerhard Schlager, Franz Meisterhofer und Karl Peyer-Heimstätt ebenfalls mit Oskar Putz zusammen. Bauherr war das Österreichische Siedlungswerk (Gemeinnützige Wohnungsaktiengesellschaft).